# Spilogona quasifasciata
Spilogona quasifasciata este o specie de muște din genul Spilogona, familia Muscidae, descrisă de Fritz Isidore van Emden în anul 1951. Conform Catalogue of Life specia Spilogona quasifasciata nu are subspecii cunoscute.